# 低保真音乐

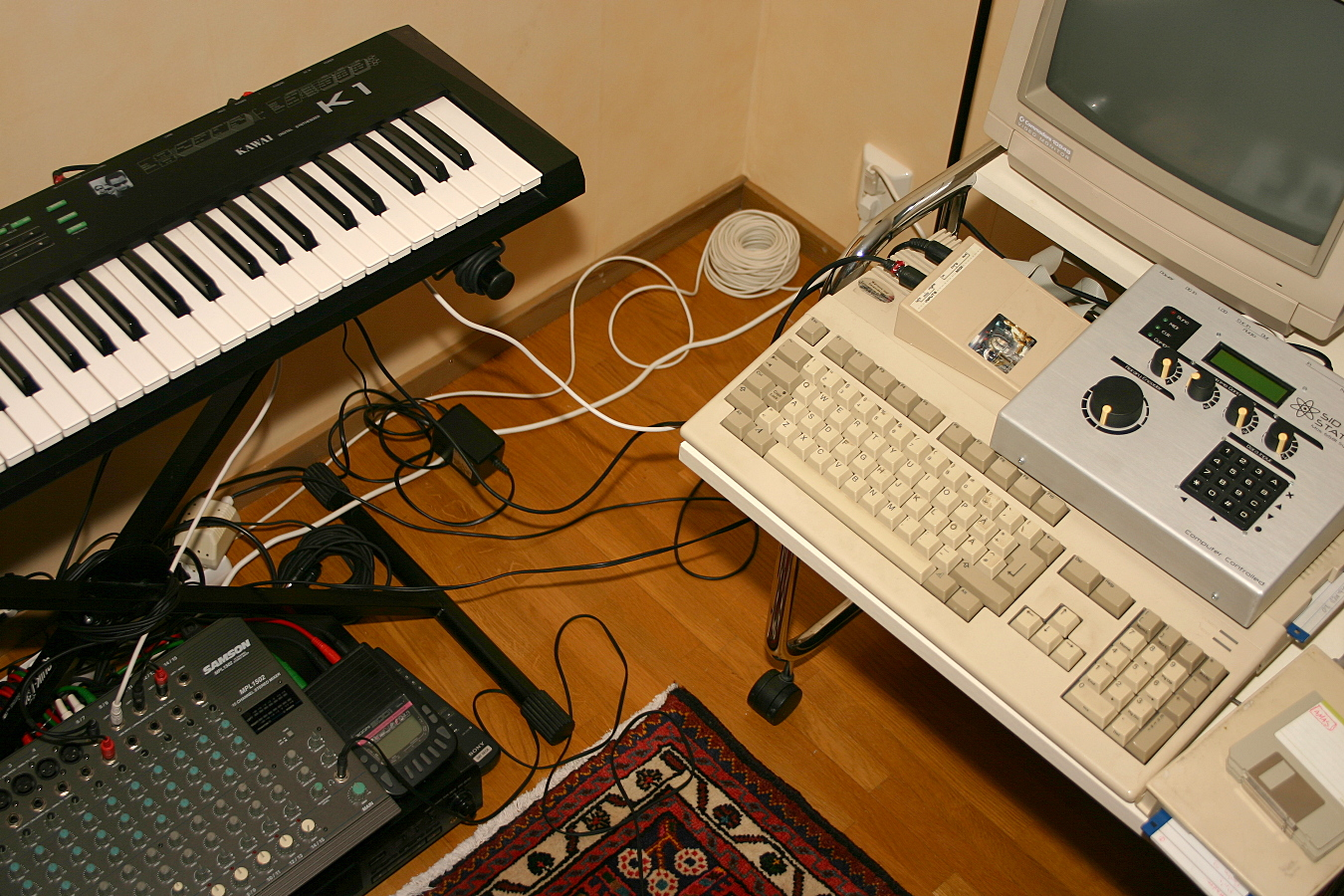
音乐创作者在自家中搭建的工作室，用的是1980年代至1990年代的设备

低保真音乐指的是音乐制作中故意使用不完美的音质录制的音乐作品，会将录制过程中的杂音、呼吸声等一并录制下来，多是出于艺术性考虑而刻意为之。低保真音乐在1990年代即被视为流行音乐的一种曲风，当时人们称之为DIY音乐（DIY music）。

## 音樂
取自某些單純無人聲的歌曲。屬於一種簡約音樂。包含一些變奏、音效、音高變化，之後不斷重複同一首旋律。

## 特色
是一種不完整的音樂。主要為放鬆心情。改變氣氛。很多人認為曲目有助讀書，工作。主要因BPM、樂器、旋律符合當下心態。

## Lofi Girl
Lofi Girl為最知名的YouTube Lo-fi音樂頻道之一。結合嘻哈樂、藍調、抒情歌曲等音樂，全年無休的提供多個24小時直播音樂。

## 拓展阅读
- Spencer, Amy. . Marion Boyars. 2005  [2021-05-16]. ISBN 978-0-7145-3105-2. （原始内容存档于2021-05-10）.
- Taylor, Steve. . A&C Black. 2006  [2021-05-16]. ISBN 978-0-8264-8217-4. （原始内容存档于2017-04-05）.
- Unterberger, Richie. . Hal Leonard Corporation. 1998  [2021-05-16]. ISBN 978-1-61774-469-3. （原始内容存档于2021-05-12）.